# Kwadrat, Dionizy, Cyprian, Anekt, Paweł i Krescencjusz
Kwadrat, Dionizy, Cyprian, Anekt, Paweł i Krescencjusz, również Kwadrat z Koryntu (cu. Muczenik Kodrat Korinfskij) i uczniowie (zm. 258) – święci i męczennicy chrześcijańscy, którzy mieli zginąć od miecza w Koryncie w czasie panowania Decjusza (249–251) lub Waleriana (253–260).
Informacje o ich śmierci podaje Passio.

## Święty Kwadrat
Kwadrat (łac. Quadratus, cu. Kodrat) był chrześcijaninem głoszącym Słowo Boże. Wokół siebie zgromadził wielu uczniów, którym wyjaśniał zasady wiary. W 258 roku w Koryncie został pojmany wraz z uczniami i poddany torturom. Niektórzy z nich zmarli wskutek zadanych ran, inni zostali ścięci mieczem. W miejscu, gdzie ponieśli śmierć męczeńską, miało wytrysnąć źródełko czystej wody.
Wśród uczniów św. Kwadrata był również Leonid (do którego wierni prawosławni zwracają się z modlitwami przy ukąszeniach węża) oraz męczennice Halina (cu. Muczenica Galina) i Nika (cu. Muczenica Nika).

## Kult
Dzień obchodów
Ich wspomnienie liturgiczne w Kościele katolickim obchodzone jest 10 marca według synaksarionu i Martyrologium Rzymskiego.
Cerkiew prawosławna wspomina św. Kwadrata i jego uczniów dwukrotnie:
- 10/23 marca[b]
- 16/29 kwietnia[2].

Ikonografia
Na ikonach prawosławnych św. Kwadrat przedstawiany jest, jako młody mężczyzna z krótką brodą lub bez brody. W prawej dłoni trzyma krzyż, a lewą ma złożoną w modlitewnym geście.